# Gregorio Messere
Gregorio Messere, indicato anche come Missere o Messerio (Torre Santa Susanna, 15 novembre 1636 – Napoli, 19 febbraio 1708), è stato un filosofo, poeta, filologo e grecista italiano.

## Biografia
Ricevuti i primi rudimenti del sapere dai chierici locali, i suoi genitori (Pietro Messere e Teodora Di Leo), sebbene non agiati, decisero di fargli frequentare il seminario di Oria, assecondando così il suo vivo desiderio di intraprendere la carriera ecclesiastica, qui dimostrò sin da subito una profonda passione per lo studio. All'età di 24 anni, fu ordinato sacerdote per poi ritornare al paese natìo, dove divenne un maestro di grande dottrina. Da autodidatta si applicò allo studio della filosofia, della matematica, della storia ecclesiastica e civile, nonché anche alla musica e al canto.
Incolpato dell'omicidio di un giovane chierico, fu messo in prigione nelle carceri del Vescovo di Oria, dove rimase rinchiuso per sette anni, tuttavia non si lasciò mai abbattere dallo sconforto; anzi, procuratosi alcuni libri, il Messere si applicò allo studio della lingua greca, per la quale già aveva dimostrato una forte predisposizione. Dopo un lungo e dibattuto processo, la sentenza finale lo dichiarò innocente e assolto da qualsiasi reato. Risentito con i suoi concittadini per averlo ingiustamente ritenuto reo, dichiarò che il suo paese mai più lo avrebbe rivisto. Fu così che Gregorio Messere partì per Napoli, dove rimase fino alla morte.
Nella città partenopea ebbe modo di affinare e approfondire la sua cultura, divenendo un personaggio di rilievo nel mondo intellettuale napoletano del tempo. La grande conoscenza della lingua greca gli conferì grande notorietà nonché una cattedra di Lettura Greca, che mantenne fino all'anno della morte, presso l'Università degli studi di Napoli. Tale cattedra, soppressa probabilmente nel 1627, era stata nuovamente istituita nel 1681 a spese di Giuseppe Valletta, filosofo, letterato e giureconsulto dell'epoca ed amico del Messere. Valletta aveva una profonda stima per il Messere, il quale fu assiduo frequentatore della sua casa non solo quale insegnante dei suoi figli e nipoti, ma anche perché divenuta luogo di riunioni dei più eruditi intellettuali del tempo.
Fra i suoi molti allievi che assistevano alle sue lezioni, ne ebbe alcuni divenuti celebri, si annoverano Gennaro d’Andrea, Antonio Barra, Gregorio Caloprese, Gianvincenzo Gravina, lo stesso Giuseppe Valletta, Niccolò Capasso, Andrea Mazzarella da Cerreto, Matteo Egizio, Tommaso Donzelli ed altri.
Morì nel 1708, ai suoi funerali parteciparono tutti i professori dell'Università e altri illustri personaggi; fu sepolto nella cappella dove riposano le ceneri del letterato Giovanni Pontano. Giambattista Vico, noto filosofo suo amico, gli dedicò un breve madrigale dal titolo Ghirlanda di timo per Argeo Caraconasio.

## Gregorio Messere e il contesto culturale meridionale di fine Seicento
Il mondo culturale napoletano della seconda metà del '600 fu caratterizzato da importanti innovazioni a livello filosofico, scientifico, civile e politico. Tale fervore culturale aprì la strada alla nascita di un numero notevole di accademie, che divennero luoghi di discussione aperta e di diffusione di nuove idee filosofiche e scientifiche. A Napoli le principali accademie del tempo furono soprattutto quella degli Investiganti e quella di Medinaceli. Che il Messere sia stato membro autorevole di entrambe le accademie e frequentatore di circoli e salotti letterari napoletani è testimoniato da non pochi documenti, tra cui manoscritti e altri a stampa conservati nella Biblioteca Nazionale di Napoli; le sue lezioni ebbero un così folto seguito di giovani tanto da far suscitare invidie fra i letterati fanatici dell'erudizione i quali, a furia di schernirlo per la sua ellenofilia, diffusero in Napoli addirittura la moda letteraria della macchietta dello pseudogrecista, satireggiata pure dal Vico nella terza Orazione inaugurale.  
Fu anche tra i primi membri dell'Arcadia fondata dal Crescimbeni e dal Gravina, ove gli fu attribuito il nome pastorale greco di Argeo Coraconasio, “dalle campagne dell'isola Coraconaso”. Nel 1703 fu fondata a Napoli la Colonia “Sebezia” dell'Arcadia e anche qui il Messere fu tra i primi iscritti.
L'aver ripristinato l'insegnamento della lingua greca in Napoli valse al Messere non solo il titolo di “ristoratore della greca erudizione”, ma contribuì alla ripresa dello studio di Omero, influenzandone il pensiero poetico e filosofico del tempo. Notevole fu l'influenza che egli ebbe sulla formazione del pensiero del Gravina. Essenziale nella vita culturale di Gregorio Messere fu anche l'amicizia con Giuseppe Valletta, suo allievo. La conoscenza che Gregorio Messere aveva della filosofia fu ugualmente vasta tanto che gli valse l'appellativo di “novello Socrate” e quando si riferivano a lui veniva anche chiamato il “Socrate dei nostri tempi”.

## Le opere
Gregorio Messere non fu solo un insigne grecista, ma anche un poeta. Compose infatti circa 60 componimenti, tra distici, tetrastici, serenate, sonetti, madrigali ed epigrammi sia in italiano che in greco e in latino, utilizzando talvolta uno stile che il Lombardo definisce “stile mezzano e semplice”, di carattere pastorale. Molti di questi componimenti sono custoditi in un codice della Biblioteca Nazionale di Madrid in Spagna. Un suo epigramma è contenuto in una lettera del 21 gennaio 1681 che Giovanni Canale inviò al Magliabechi. Non mancò di scrivere componimenti di carattere burlesco e giocoso, in cui contrapponeva l'immediatezza della satira e del dialetto alla ricercatezza esasperata della poesia del Seicento. Il Messere, come poeta, si esercitò soprattutto nell'Accademia di Medinacoeli, dove era uso chiudere la seduta accademica con la recitazione di componimenti poetici. Compose finanche versi che celebravano importanti eventi del regno; tra i più
salienti, si ricordano quelli, in latino e greco, contenuti nel volume scritto in occasione della recuperata salute di Carlo II di Spagna; da ricordare sono anche gli emblemata contenuti nel volume scritto per i funerali di D. Caterina d'Aragona, e a cui si ispirò Giambattista Vico nel 1708 in occasione dei funerali di due uomini illustri
Tra le tante collaborazioni con letterati del suo tempo, degna di nota è quella che ebbe con Giambattista Vico per la pubblicazione del 1705 di un volume in occasione del genetliaco di Filippo v di Spagna, tre sono i componimenti contenuti in esso, due in greco e uno in latino. Il Messere fu anche collaboratore di una Miscellanea dal titolo Vari componimenti in lode dell'eccellentissimo signore d. Francesco Benavides conte di S. Stefano. Fatta eccezione per alcuni componimenti inseriti in Miscellanee poetico-celebrative, del Messere non esistono opere a stampa. E a ciò ne dà spiegazione il Lombardo quando afferma che egli fu uomo umile e schivo tutto dedito all'educazione dei giovani più che ai propri interessi personali, anzi la sua modestia fu tale che pensò bene di distruggere i propri scritti.

## Le lezioni accademiche
Le lezioni accademiche di cui si dispone sono quelle che Gregorio Messere tenne nell'Accademia istituita a Palazzo Reale dal viceré duca di Medinaceli. I codici delle lezioni sono conservati attualmente presso la Biblioteca Nazionale di Madrid e in quella di Napoli.
Due di queste lezioni trattano di poesia e furono tenute nel 1699, qui il Messere argomenta sulla funzione e natura della poesia, dei suoi rapporti con la storia nonché sul problema delle origini della poesia stessa. Tre altre lezioni sono di carattere storico, esattamente: due sulla vita di Nerva e una sulla vita di Decio. Il codice napoletano contiene anche un Discorso vario in cui sono presenti motivi autobiografici e una lezione sull'origine delle maschere.
L'Accademia di Medinaceli non ebbe lunga vita e, nonostante la sua chiusura avvenuta nel 1701 a causa di rivolgimento politico, Gregorio Messere continuò ad essere personaggio illustre nel panorama intellettuale e culturale napoletano, come dimostra il fatto di essere annoverato tra i primi membri dell'Arcadia sotto la custodia Crescimbeni e successivamente della colonia napoletana “Sebezia”. 